# 대한민국 민사소송법 제80조
대한민국 민사소송법 제80조는 독립당사자참가소송에서의 탈퇴에 대한 민사소송법 조문이다.

## 조문
제80조(독립당사자참가소송에서의 탈퇴) 제79조의 규정에 따라 자기의 권리를 주장하기 위하여 소송에 참가한 사람이 있는 경우 그가 참가하기 전의 원고나 피고는 상대방의 승낙을 받아 소송에서 탈퇴할 수 있다. 다만, 판결은 탈퇴한 당사자에 대하여도 그 효력이 미친다.